# Hybrid Theory
Hybrid Theory je debutové album americké rockové skupiny Linkin Park. Album bylo vydáno 24. října 2000 vydavatelstvím Warner Bros. Records.
Roku 2002 dosáhlo 2. místa v žebříčku Billboard 200 časopisu Billboard a roku 2005 bylo oceněno společností RIAA jako diamantové za více než 10 milionů prodaných kusů v USA. Celosvětově dosáhlo 27 milionů prodaných kopií (~ 2016).

## Seznam skladeb
| Pořadí         | Název                       | Délka |
| -------------- | --------------------------- | ----- |
| 1.             | Papercut                    | 3:04  |
| 2.             | One Step Closer (videoklip) | 2:36  |
| 3.             | With You                    | 3:23  |
| 4.             | Points of Authority         | 3:20  |
| 5.             | Crawling (videoklip)        | 3:29  |
| 6.             | Runaway                     | 3:04  |
| 7.             | By Myself                   | 3:10  |
| 8.             | In the End (videoklip)      | 3:36  |
| 9.             | A Place for My Head         | 3:05  |
| 10.            | Forgotten                   | 3:14  |
| 11.            | Cure for the Itch           | 2:37  |
| 12.            | Pushing Me Away             | 3:12  |
| Celková délka: | Celková délka:              | 37:52 |

| Japonská verze (bonusové skladby) | Japonská verze (bonusové skladby) | Japonská verze (bonusové skladby) |
| Pořadí                            | Název                             | Délka                             |
| --------------------------------- | --------------------------------- | --------------------------------- |
| 13.                               | My December                       | 4:22                              |
| 14.                               | High Voltage                      | 3:45                              |
| 15.                               | One Step Closer (videoklip)       | 2:54                              |

## Osazenstvo

### Linkin Park
- Chester Bennington – vokály (zpěv, screaming)
- Rob Bourdon – bicí a perkuse, vokály v pozadí
- Brad Delson – sólová kytara, basová kytara, vokály v pozadí
- Joseph Hahn – gramofony, samplování, programování, vokály v pozadí
- Mike Shinoda – vokály (rap), rytmická kytara, klávesy, piano

## Umístění
| Rok  | Hitparáda | Pozice |
| ---- | --------- | ------ |
| 2001 | USA       | 2      |
| 2001 | Kanada    | 16     |
| 2001 | Internet  | 25     |
| 2002 | USA       | 2      |
| 2002 | Kanada    | 5      |
| 2002 | Internet  | 17     |